# Zoran Franičević
Zoran Franičević (Pula, 23. srpnja 1957. – Split, 9. srpnja 2008.), hrvatski novinar.

## Životopis

### Počeci
Roditelji su mu bili Hvarani. Djetinjstvo do kraja prvog razreda osnovne škole proveo je u Splitu, osnovnu školu i gimnaziju završio je u Zagrebu.

### Novinarski rad
U novinarstvu je bio od 1976, kada je uvršten u redakciju Poleta, prvo kao urednik vijesti, pa urednik društva, a od 1979. i kao glavni i odgovorni urednik. Na toj dužnosti se sve više sukobljavao s osnivačem lista, Republičkom konferencijom Saveza socijalističke omladine Hrvatske, pa je 1981. zamijenjen te pozvan u vojsku.
Po izlasku iz vojske, u kojoj je kobno obolio od hepatitisa C (zahvaljujući praksi korištenja iste igle za više uzastopnih cijepljenja ili injekcija), preselio se u Komižu na Visu (odakle mu je rodom bila supruga Jasna Borčić), te je za novine radio povremeno, honorarno.
Joško Kulušić, tada glavni i odgovorni urednik Slobodne Dalmacije, pozvao ga je na suradnju u tom dnevniku. Bio je prvi hrvatski novinar koji je intervjuirao Albance političke zatvorenike u Prizrenu. Tada je izjavio: „Svatko tko je istraživao po Kosovu 1987. i 1988. mogao je vidjeti kakav nam se rat sprema!“
Za Domovinskog rata javljao se za Hrvatski radio i Hrvatsku televiziju s Visa, na kojemu je bila jaka jugoslavenska vojna baza, tvrdeći: „Moram se što više i što žešće javljati da se čuje za nas, da nas mrak ne proguta!“ U to doba veliki uzor mu je bio Siniša Glavašević.
U Slobodnu Dalmaciju prešao je profesionalno 1993. Bio je prvi hrvatski novinar koji je na svoju odgovornost, prije Washingtonskog sporazuma, pisao iz istočnog Mostara.
U jesen 1994. je u Visu utemeljio i vodio Nautic radio. To je, po Franičevićevim riječima, bilo „fantastično i mukotrpno iskustvo, bez zarade“. Stoga je potkraj 1995. prihvatio poziv Denisa Kuljiša da dođe u Zagreb da bi radio u Nacionalu.  Odatle je prešao u Gloriju, pa u Arenu, gdje je bio izvršni urednik, a zatim se kao dopisnik Globusa preselio u Split, gdje zatim opet piše za Slobodnu Dalmaciju. Tu je 1996. pokrenuo Dišpet, list Studentskog zbora Sveučilišta u Splitu. Na Nautic radio se vratio 1999. Posljednjih godina života radio je za hvarska radijska glasila Free For Radio te Mega MIX radio Hvar. U Slobodnoj Dalmaciji je 2005. objavio serijal kolumni Otoče, volim te), na koji se nadovezao serijal putopisa po po dalmatinskim otocima Škojopis. Usporedno je vodio radijske emisije Pojorski cabaret u Podšpilju na Visu, te Story Mlin Cabaret u Starome Gradu na Hvaru.

### Političko djelovanje
Kao maturant zagrebačke X gimnazije Zoran Franičević izabran je 1976. za zastupnika Sabora SR Hrvatske. „Mlađeg zastupnika Sabor nikada nije imao.“
Zajedno s građanima otokâ Visa i Lastova objavio je i odaslao apel Tko nam je oduzeo budućnost protiv nazočnosti jugoslavenskih vojnih baza na tim otocima, zbog koje su otoci bili zabranjeni za strance a time i za inozemni turizam.
Od 1990. do 1993. bio je izabrani tajnik Mjesne zajednice u Komiži. Komentirao je to: „Mogu biti slobodan i reći da mi je mandat prošao u tome da Komižu iz jednog komunizma prebacim u drugi, hadezeovski, doduše – bez kapi krvi.“

### Smrt
Umro je u splitskoj bolnici od posljedica moždanog udara.